# Orontes I
Orontes (Orontes Ορόντης fou un príncep persa, fill o més probablement gendre d'Artaxerxes II de Pèrsia. El nom Orontes era equivalent en armeni a Ervant.
En la retirada dels grecs de Cir el Jove, quan se'ls va unir Tissafernes 20 dies després de signar un tractat amb ells, Orontes el va acompanyar i fou probablement part de la traïció que es preparava en la qual els generals grecs foren capturats (400 aC).
Va governar la satrapia d'Armènia (401 aC a 344 aC) i segons Diodor de Sicília fou nomenat el 386 aC com a comandant de les forces terrestres perses contra Evàgores II de Salamina, contra el que s'enviaven també forces navals dirigides per Tiribazos que fou l'hiparc d'Orontes per l'Armènia occidental. El 385 aC Tiribazos va oferir condicions de pau a Evàgores; aquest exigia ser reconegut rei i no com un simple governador vassall de Pèrsia però estava quasi disposat a acceptar les propostes del persa. Orontes va escriure a la cort i va acusar Tirabazos de traïció i va rebre l'orde d'arrestar al seu col·lega i assolir el comandament únic dels perses. Però Tirabazos tenia el suport de l'exèrcit i una part d'aquest, quan Orontes va reprendre l'atac contra Evàgores, va començar a desertar. Finalment Orontes va fer la pau amb Evàgores no sols amb els mateixos termes que abans havia rebutjat sinó amb els quals demanava el xipriota. Tirabazos fou jutjat i absolt i Orontes va perdre el favor de la família reial. La família va arrelar a Armènia si bé Orontes sembla que fou traslladat a Mísia.
Allí es va implicar en la gran revolta de sàtrapes de l'Àsia Menor del 366-361 aC, amb Mausol de Cària, Datames de Capadòcia i Ariobarzanes que havia sigut sàtrapa de Frígia. Orontes dominava una part de la zona occidental d'Anatòlia a l'entorn de Pèrgam. Va combatre contra el sàtrapa de Dascilios i va encunyar monedes al seu nom a Jònia.
Després Orontes hauria traït als seus aliats per tornar al favor del rei, ara Artaxerxes III. Va recollir diners per aixecar un exèrcit de mercenaris i va contactar amb el faraó Teos, i llavors va lliurar als mercenaris a Artaxerxes III per obtenir el seu perdó. Aquest li va encarregar una expedició a Egipte que va acabar amb la rendició de Tacos. Orontes va morir el 344 aC.
El seu fill Orontes II fou sàtrapa d'Armènia vers el 336 aC a 331 aC i la seva dinastia va seguir fins vers l'any 200 aC. Entre el 344 aC i el 336 aC la satrapia va estar en mans del príncep Darios, que el 336 aC fou el rei Darios III de Pèrsia. Vegeu Oròntides.